# Giro podaljšana petstrana kupola
| Giro podaljšana petstrana kupola | Giro podaljšana petstrana kupola                         |
| -------------------------------- | -------------------------------------------------------- |
| Rhombohedron                     |                                                          |
| Vrsta                            | Johnsonovo telo J23-J24-J25                              |
| Stranske ploskve                 | 3.5+10 trikotnikov 5 kvadratov 1 petkotnik 1 desetkotnik |
| Robovi                           | 55                                                       |
| Oglišča                          | 25                                                       |
| Dualni polieder                  | -                                                        |
| Konfiguracija oglišča            | 5(3.4.5.4) 2.5(33.10) 10(34.4)                           |
| Simetrijska grupa                | C5v                                                      |
| Lastnosti                        | konveksna                                                |

Giro podaljšana petstrana kupola
je eno izmed Johnsonovih teles (J24). Kot že ime nakazuje, jo lahko dobimo s podaljševanjem petstrane kupole (J5) tako, da dodamo desetstrano antiprizmo na njeno osnovno ploskev. Lahko jo obravnavamo tudi kot giro podaljšano petstrano bikupolo (J46), ki ima odstranjeno eno petstrano kupolo.
V letu 1966 je Norman Johnson (rojen 1930) imenoval in opisal 92 teles, ki jih imenujemo Johnsonova telesa.

## Dualni polieder
Dualno telo giro podaljšane petstrane kupole ima 25 stranskih ploskev: 10 deltoidov, 5 rombov in 10 štirikotnike.
| Dualno telo giro podaljšane petstrane kupole | Mreža dualnega telesa |
| -------------------------------------------- | --------------------- |
|                                              |                       |